# Gwiyomi
Gwiyomi  (auch Kiyomi) (귀요미송) ist ein K-Pop-Song der südkoreanischen Musikerin Hari. Das Lied hat sich mittlerweile zum Internet-Phänomen entwickelt, vor allem in Asien.

## Internetresonanz
In Südkorea erschien das Lied am 18. Februar 2013. Weitere Versionen des Liedes entstanden unter anderem von Cube Entertainment. Durch die schlagartige Verbreitung des Videos werden Parallelen zu dem südkoreanischen Song Gangnam Style gesehen.

## Etymologischer Ursprung
In vielen Übersetzungen wird das Wort Gwiyomi als „süß“ übersetzt. Dies stimmt jedoch nur zur Hälfte. Das Wort Gwiyomi (귀요미) setzt sich aus insgesamt zwei Wörtern zusammen. Die erste Silbe Gwi (귀) heißt übersetzt „Ohr“ oder „Löffel“. Durch die nachfolgende Silbe yo (요) wird daraus eine Art Besitz, so dass Gwiyo (귀요) übersetzt dann entweder „Jemandes Ohr“ oder „Jemandes Löffel“ heißt. Die letzte Silbe mi (미) heißt übersetzt hübsch, so dass das gesamte Wort Gwiyomi wörtlich übersetzt entweder „Ohr der Schönheit“ oder „Löffel der Schönheit“ heißt. Diese Doppeldeutigkeit ist eine subtile Anspielung auf das deutsche Wort „Häschen“, weil die Ohren von Hasen im Deutschen als Löffel bezeichnet werden.

## Weitere Versionen
2014 veröffentlichte die koreanisch-britische Schauspielerin Clara den „Gwiyomi Song 2“ (귀요미송2).